# Ростовський державний педагогічний університет
Ростовський державний педагогічний університет - державний вищий навчальний заклад, заснований в 1931 році в Ростові-на-Дону. В 2006 році включений до складу ЮФУ.

## Історія
Веде свою історію від Варшавського Російського імператорського університету, заснованого в 1869 році. В 1915 році університет був евакуйований в місто Ростов-на-Дону і отримав назву Північно-Кавказького університету.
У 1931 році з нього був відокремлений педагогічний факультет і утворений Ростовський-на-Дону державний педагогічний інститут. Він розмістився в будівлі колишнього міського прибуткового будинку. У 1981 році за заслуги в підготовці педагогічних кадрів і розвитку наукових досліджень інститут нагороджений орденом «Знак Пошани».
У 1993 році інститут перетворено на університет. У 2006 році увійшов до складу Південного федерального університету як Педагогічний інститут ПФУ.

## Факультети
У складі інституту є факультети:
- лінгвістики та словесності;
- історичний;
- математика;
- фізики;
- природознавства;
- індустріально-педагогічний;
- художньо-графічний;
- фізичного виховання;
- дошкільної педагогіки;
- підвищення кваліфікації.

У даний час в РДПУ навчаються 9500 студентів (4900 очно, 4600 заочно) і 190 аспірантів.

## Відомі викладачі та співробітники
- Бабушкіна Тетяна Вікторівна (1947—2008) — російський педагог.
- Закруткін Віталій Олександрович (1908—1984) — російський радянський письменник, до війни був завідувачем кафедри російської літератури інституту.
- Каминін Іван Гнатович (нар. 1928) — фахівець із соціальної філософії, доктор філософських наук, професор.
- Лозовик Григорій Федорович (1904—1976) — доцент, викладач кафедри російської мови та літератури.
- Пістрак Мойсей Михайлович (1888—1937) — радянський педагог, проректор і ректор університету.
- Семенов Володимир Семенович (1911—1992) — радянський дипломат і політичний діяч; викладач марксизму (1937—1939).
- Шверида Ярослав Григорович (нар. 1946) — асистент, старший науковий співробітник, фахівець із електрофізики та теорії інформації.

## Відомі студенти та випускники
- Айрумян Аркадій Олександрович (1918—1999) — радянський журналіст і краєзнавець.
- Богодух Ігор Олександрович (1938—2020) — радянський і російський актор театру і кіно, народний артист РРФСР.
- Бондаренко Іван Іванович (1910—1999) — російський письменник, чехознавець, педагог.
- Будницький Олег Віталійович (нар. 1954) — радянський і російський історик, що спеціалізується на російської історії другої половини XIX—XX століть. Доктор історичних наук, професор, директор Міжнародного центру історії та соціології Другої світової війни та її наслідків НДУ ВШЕ, член Європейської Академії (Academy of Europe, із 2012).
- Гавриляченко Сергій Олександрович — російський художник,
- Ізюмський Борис Васильович (1915—1984) — російський радянський письменник, член СП СРСР, Заслужений працівник культури РРФСР, кавалер ордена Червоної Зірки.
- Корольов Сергій Олександрович (1934—1985) — російський радянський поет, член СП СРСР.
- Куликов Борис Миколайович (1937—1993) — російський радянський поет, письменник, публіцист, член СП СРСР.
- Куріпко Олексій Олексійович (нар. 1961) — російський художник, народний художник Росії, лауреат премії Ленінського комсомолу в галузі мистецтва.
- Наумкіна Світлана Михайлівна (нар. 1953)  — доктор політичних наук, професор Південноукраїнського національного педагогічного університету імені К. Д. Ушинського.
- Нечай Федір Макарійович (1905—1990) — білоруський історик.
- Новицька Ельфріда Павлівна (1932—2012) — російська художниця, поетеса, одна з ключових фігур андеграунду Ростова-на-Дону другої половини XX століття.
- Прийма Костянтин Іванович (1912—1991) — радянський літературознавець.
- Савілова Лілія Василівна (нар. 1953) — педагог, викладачка образотворчого мистецтва, художниця.
- Сигутін Олександр Васильович (нар. 1959) — російський художник.
- Софронов Анатолій Володимирович (1911—1990) — російський радянський поет, головний редактор журналу «Огонёк» (1953—1986).
- Фоменко Володимир Дмитрович (1911—1990) — російський радянський письменник, автор роману «Пам'ять землі».
- Шабельников Юрій Леонідович (нар. 1959) — російський художник.
- Ширман Олена Михайлівна (1908—1942) — радянська поетеса.
- Яровенко Наталія Миколаївна (1919—2000) — російський педагог, Заслужений вчитель РРФСР.